# چستر، نوا اسکوشیا
چستر، نوا اسکوشیا (به انگلیسی: Chester, Nova Scotia) یک شهرک در کانادا است که در ناحیه شهری چستر، نوا اسکوشیا واقع شده است.

## خصوصیات
چستر، نوا اسکوشیا ۲٬۳۴۸ نفر جمعیت دارد و ۱۷ متر بالاتر از سطح دریا واقع شده است.